# 해미면
해미면(海美面)은 충청남도 서산시에 있는 면이다.

## 개요
해미면은 조선의 500년 역사가 살아 숨쉬는 해미읍성과 천주교 선열들의 순교 성지를 중심으로 서해안에서 제일 높은 가야산이 위치해 있다. 또한 황락․산수 계곡의 자연 경관이 어우러진 역사․문화가 공존하는 관광 도시이다. 조선 태종은 해미에 충청병영을 설치하여 충청도 육군의 최고지휘자인 병마절도사가 머물며 당시 출몰하였던 왜구를 경계하였다. 이 역할은 1651년 청주로 충청병영이 옮겨갈 때까지 계속되었다.

## 역사
해미면 휴암리에는 BC 8세기경에 조성된 신석기·청동기시대 유적이 발견되었다. 백제 때 마시산군(馬尸山郡)의 영현으로 우견현(牛見縣)이라 했다.
- 정해현(貞海縣) 고려 태조 때 고구현(高丘縣) 땅을 떼어 정해현(貞海縣)으로 했다. 1018년(현종 9)에 운주(運州) 임내에 있다가, 감무(監務)를 두었다.
- 여미현(餘美縣) 본래 백제의 여촌현(餘村縣)인데, 신라에서 여읍현(餘邑縣)으로 고쳐 혜성군(槥城郡)의 영현(領縣)을 삼았고, 고려에서 여미현으로 고쳐, 1018년(현종 9)에 운주 임내에 있다가, 1106년(예종 원년)에 비로소 감무를 두었다.

1407년(태종 7) 정해현과 여미현을 합해 해미현(海美縣)이라 했다. 1413년(태종 13)에 현감을 두었다. 딸린 부곡(部曲)이 유솔(有率)이다.
- 1418년(태종 18) 병마절도사영(덕산병영) 이전
- 1491년(성종 22) 해미읍성("탱자성") 축성
- 1579년(선조 12) 충무공 이순신 10개월간 군관으로 근무.
- 1621년(효종 2) 호서좌영 설치.
- 1895년(고종 32) 해미군으로 승격.
- 1914년 서산.해미.태안 3군을 통합하여 서산군 지성면으로 개명.
- 1917년 서산군 해미면으로 고침.
- 1995년 서산시 해미면이 됨.

## 행정 구역
- 관유리
- 귀밀리
- 기지리
- 대곡리
- 동암리
- 반양리
- 산수리
- 삼송리
- 석포리
- 양림리
- 억대리
- 언암리
- 오학리
- 웅소성리
- 읍내리
- 응평리
- 저성리
- 전천리
- 조산리
- 홍천리
- 황락리
- 휴암리

## 면사무소
해미면사무소 인근에 해미읍성이 위치해있으며 면사무소가 성 모양이다.

## 교육
- 공군 제20전투비행단
- 한서대학교
- 서산고등학교
- 해미중학교
- 해미초등학교
- 반양초등학교
- 언암초등학교

## 본관 성씨
세종실록지리지에 해미의 토성은 정해현(貞海縣)에 (白·韓·仇·尹), 여미현(餘美縣)에 (郭·朴·明·余)이 있다고 했다.
- 정해현(貞海縣)
  - 해미 백씨(海美白氏) 시조 백광성(白光城)은 조선 중기의 시인으로 1561년(명종 16) 진사시에 급제했다. 문신이자 시인인 백광홍(白光弘), 백광훈(白光勳), 백광안(白光顔) 형제와는 종형제간이다. 2000년 인구는 24가구 87명이다.
  - 해미 한씨(海美韓氏) 고려 태조 때 몽웅역(夢熊驛)의 아전 한(韓)씨가 큰 공이 있어서, 대광(大匡)의 작호(爵號)를 내리고, 고구현(高丘縣) 땅을 떼어 정해현으로 하고, 그 관향으로 삼았다고 했다.
  - 해미 구씨(海美仇氏) 구씨(仇氏)는 정조 때 구씨(具氏)가 되었다고 한다.
  - 해미 윤씨(海美尹氏)
- 여미현(餘美縣)
  - 해미 곽씨(海美郭氏) 시조는 곽승(郭繩)이라 하는데, 해미로 귀양을 와서 정착하여 해미 곽씨의 세계(世系)를 열었다고 한다.[3] 현풍 곽씨(玄風郭氏)의 시조 곽경(郭鏡)의 후손이다. 2000년 인구는 453가구 1,492명이다.
  - 해미 박씨(海美朴氏)
  - 해미 명씨(海美明氏)
  - 해미 여씨(海美余氏)